# Apelern
Apelern település Németországban, azon belül Alsó-Szászország tartományban. Lakosainak száma 2424 fő (2023. december 31.). Apelern Stadthagen, Auetal és Pohle községekkel határos.

## Népesség
A település népességének változása:
| Lakosok száma | 2470 | 2497 | 2435 | 2432 | 2422 | 2405 | 2424 |
|               | 2015 | 2016 | 2017 | 2019 | 2021 | 2022 | 2023 |